# Корисні копалини Швеції

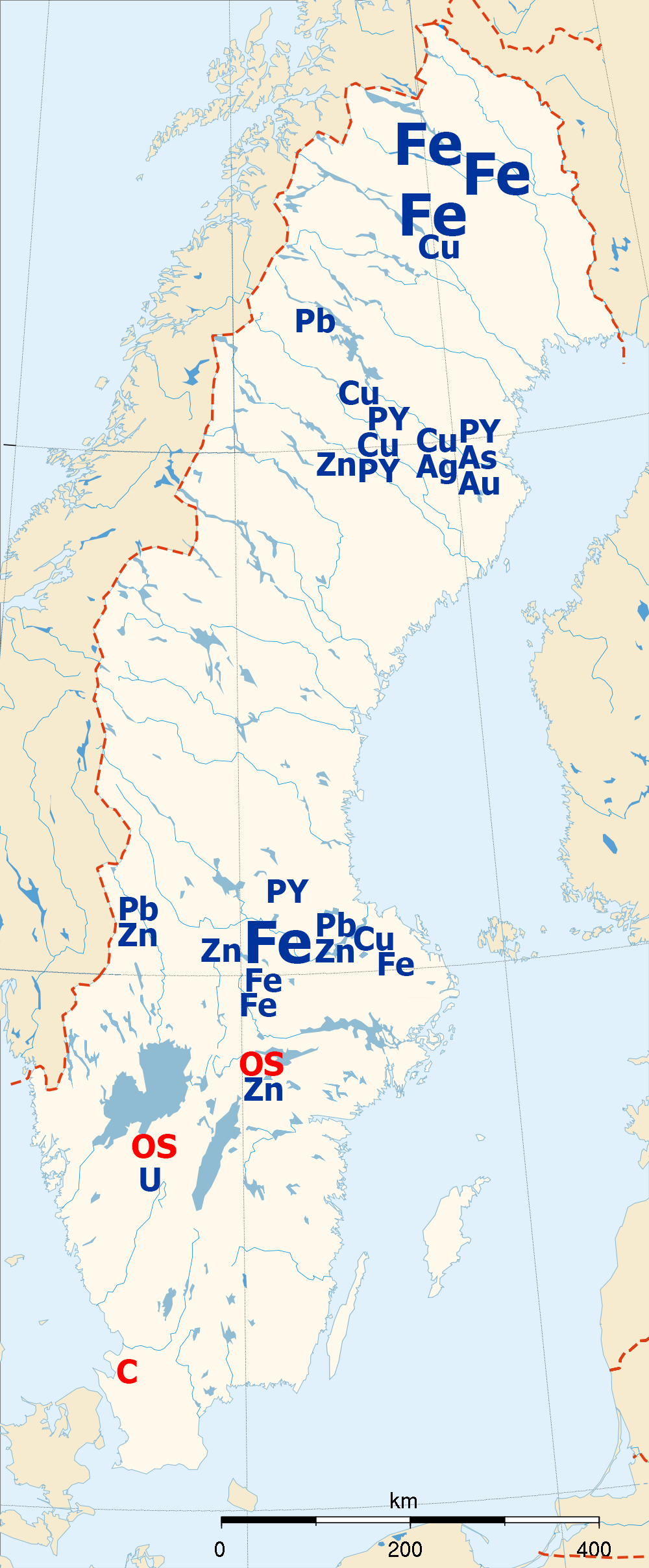
Корисні копалини Швеції
Швеція займає 2-е місце в Європі (з великим відривом після України) за запасами залізних руд; 3-є місце в Європі за запасами руд молібдену і срібла, 4-е місце в Європі за запасами руд міді (табл. 1).

## Основні корисні копалини Швеції станом на 1998-99 рр.
| Корисні копалини       | Запаси       | Запаси   | Вміст корисного компоненту в рудах, % | Частка у світі, % |
| Корисні копалини       | Підтверджені | Загальні | Вміст корисного компоненту в рудах, % | Частка у світі, % |
| Залізні руди, млн т    | 3000         | 4600     | 53 (Fe)                               | 1,7               |
| Золото, т              | 56           | 160      | 2,1 г/т                               | 0,1               |
| Мідь, тис. т           | 2760         | 3700     | 0,68 (Cu)                             | 0,4               |
| Плавиковий шпат, млн т | 0,02         | 0,04     |                                       |                   |
| Свинець, тис. т        | 1381         | 1791     | 2,3 (Pb)                              | 1,1               |
| Срібло, т              | 9000         | 10000    | 180 г/т                               | 1,6               |
| Вугілля, млн т         | 4            | 24       |                                       |                   |
| Апатити, млн т         | 0,3          | 2        | 3 (Р2О5)                              | 0,01              |
| Цинк, тис. т           | 1845         | 2145     | 2 (Zn)                                | 0,7               |

## Окремі види корисних копалин
Нафта. Родовища нафти на території Швеції належать до Центрально-Європейського нафтогазоносного басейну. Вони розташовані на площі близько 30 тис. км² (о. Ґотланд з прилеглою акваторією Балтійського моря). Продуктивні карбонатні відклади ордовика, глибина залягання продуктивного горизонту 400–800 м. Найбільше родовище — Хамра.
Вугілля. Невеликі родовища кам'яного вугілля з потужністю пластів до 0,8 м (Хьоганес, Ересунде) є в провінції Сконе на західному узбережжі країни і приурочені до відкладів нижньої юри.
Уран. Уранові руди в Швеції відомі в основному в двох районах: на півдні країни в провінції Вестерґьотланд і на півночі в провінції Ар'єплуг-Арвідсьяур. Перші сконцентровані в кембрій-силурійських бітумінозних сланцях. Уранова мінералізація представлена уранінітом. Крім урану, руди містять V (до 0,07 %), Мо (до 0,03 %), Ni. Другі асоціюють з ріолітовими і ріодацитовими іґнімбритами середнього протерозою. Основний мінерал — настуран, простежується на глибину 350 м.
Залізо. За запасами залізних руд Швеція займає 2-е місце в Європі (після України, з великим відривом від неї). При врахуванні запасів Росії — 3-є місце після України і Росії. Родовища залізняка є в провінціях Норботтен і Берґслаген. Вони відповідають 5 генетичним типам: апатит-магнетитові (Кіруна, Туоллувара, Ґренґесберґ та ін.), скарново-магнетитові (Саутусвара та ін.), родовища залізистих кварцитів (Стросса), титаномагнетитові з ванадієм (Роутіваре та ін.) та ооліт-шамозитові і сидеритові руди (район Сконе). Основні запаси промислових залізних руд країни зосереджені в апатит-магнетитових родовищах (бл. 70 %), з яких Кіруна є одним з найбільших родовищ у світі.
Мідь. Родовища мідних руд відомі по всій країні. Близько 100 мідно-колчеданних родоввищ і рудопроявів є в провінції Норботтен, стільки ж в Центральній Швеції, в провінціях Вестерботтен і Берґслаген. Важливе родовище мідної руди було виявлене на початку 1990-х років в долині річки Шеллефтеельвен в Норрланді. 
Комплексні руди. Невеликі комплексні родовища є на півдні Швеції. Руди масивні, прожилкові і вкраплені. Основні родовища: Аітік, Буліден, Віскарія. Руди міді містять Ag (4 г/т), Au (0,3 г/т).
Поліметали. Основна частина родовищ свинцю і цинку знаходиться у східній частині крайової зони каледонід і залягає в гірських породах кембрію і докембрію. Відомо 3 типи родовищ: срібловмісні, колчеданно-поліметалічні, срібло-свинцево-цинкові жильні і поліметалічні стратиформні. Головні родовища: Лайсваль, Ґарпенберґ, Оммеберґ. Руди найбільшого родовища Лайсваль містять Ag (11 г/т) і Au (0,1 г/т).
Вольфрамові і молібденові руди зосереджені головним чином в провінції Берґслаґен, родовища скарново-шеєлітові. Є також невеликі родовища жильної кварцово-вольфрамітової формації і епігенетичні стратиформні поклади. Більшість родовищ пов'язана з кислими інтрузіями. Благородні метали золото і срібло добувають головним чином попутно з руд сульфідних родовищ. Єдине родовище золото-сульфідної формації — Енасен розташоване в Центральній Швеції. Руди містять телуриди золота.
Флюорит. Жильні родовища плавикового шпату відомі в області Сконе на півдні країни. Вміст флюориту в рудах іноді досягає 76 %.
Нерудна індустріальна сировина представлена родовищами польового шпату, тальку, азбесту, бариту, графіту, а нерудні будівельні матеріали — доломіту, вапняків, мармуру, граніту, пісковику, глинистих сланців.